# У (правитель Бохая)
У (личное имя У-и ) (кор. Му-ван/Муйе) — второй правитель (ван) государства Бохай, правивший в 719—737 годах. Девиз правления — Жэнь-ань (кор. Инан). 

## Правление
Начал вести расширение государства на северо—восток, которое было настолько успешным, что соседнее государство Силла, начало строить оборонительную стену в районе современного города Каннын.
В 732 году вступает в вынужденный союз с киданьскими племенами против династии Тан.  В это же время устанавливаются дружественные отношения с Японией.  В японской записи о посольстве Пархэ 727 г. сказано, что Пархэ является преемником Когурё по территории и Пуё — по традициям и обычаям. Действительно, как показывают раскопки гробницы пархэской принцессы Чонхе, тип гробницы и ее внутреннее убранство во многом похожи на когурёские, что позволяет говорить о Пархэ как и о корейском государств.